# 小川譲二
小川 譲二（おがわ じょうじ、1904年4月10日 - 1974年1月21日）は、技官官僚・工学者。北海道大学出身初の北海道開発局局長。学校法人北海学園理事長。また、北海道における治水事業の第一人者である。

## 来歴
北海道札幌市生まれ。1928年北海道帝国大学工学部土木工学科を第1期生として卒業。
北海道庁に入庁し、札幌治水事務所に勤務。その後、釧路土木事務所所長、帯広土木現業所所長、石狩川治水事務所所長、北海道電源開発推進部長等を経て、1951年総理府技官・北海道開発局初代建設部長、1957年北海道開発局二代局長。1959年停年退官。1960年富士セメント（現、日鉄住金セメント）コンクリート工場建設実施本部長。1961年室蘭工業大学工学部講師。1962年北海短期大学工学科教授（土木行政論・土木経済論）。1970年学校法人北海学園理事長。1973年北海学園大学工学部教授（運輸学・交通学）。
退官後の公職では1962年北海道総合開発委員会委員。1963年財団法人北海道開発協会を創設して会長に就任。1965年北海道建設業審議会会長を務めた。
1974年1月21日、蓄膿症のため死去。

## エピソード
- 札幌治水事務所では、札幌市豊平川新水路計画や、新夕張川新水路に伴う江別大橋（国道12号に架かる橋）架橋事業に参画。釧路土木事務所所長として、道東の飛行場建設（中標津空港）を指揮し、開発局時代は、第一次五ヵ年開発計画や桂沢ダムなどを推進し、終戦直後の河川総合開発事業を実現した。
- 事業量拡大に伴う技術者不足の折、北海短期大学に工学科創設にも尽力した。また、理事長時代に北海学園大学開発研究所の研究開発向上のため北欧諸国と学術交流を推進した。

## 人物・家族
- 小川はイギリス型の紳士であったという。
- 父は、札幌農学校11期生で、札幌興農園を創設し寒冷地有畜農業の近代化に尽力した他、北海道最初の百貨店五番館の創業者でもある小川二郎。妹に画家の小川マリがいる。

## 論文
- 『日本の蓬莱島「北海道」』（国土開発、1953年）
- 『北海道の道路と河川の特異性』（国土開発、1956年）